# ديفيد كروكت
ديفيد كروكت (بالإنجليزية: David Crockett)‏ هو مصارع محترف أمريكي، ولد في 1946 في تشارلوت في الولايات المتحدة.

## روابط خارجية
- ديفيد كروكت على موقع CageMatch worker (الإنجليزية)